# لواء الکوره
لواء الکورة (به عربی: لواء الکورة) یک منطقهٔ مسکونی در اردن است که در استان اربد واقع شده‌است.

## خصوصیات
لواء الکورة ۲۱۰ کیلومترمربع مساحت و ۱۲۷٬۰۰۰ نفر جمعیت دارد و ۴۵۰ متر بالاتر از سطح دریا واقع شده‌است.